# リエパーヤ市電
リエパーヤ市電（ラトビア語: Tramvaju satiksme Liepājā）は、ラトビアの都市・リエパーヤに存在する路面電車。1899年に開通したラトビア最古の路面電車路線で、2020年現在は有限責任会社（SIA）のリエパーヤ路面電車会社（Liepājas tramvajs）によって運営されている。

## 歴史
リエパーヤ市内に鉄道を建設する計画が動き出したのは19世紀の終わり、1894年の事だった。馬車鉄道やガソリンエンジンを動力源とした鉄道など様々な案が出されたが、コスト面で有利な事からリエパーヤ市当局はニュルンベルクのコンチネンタル電気会社（Kontinentālā elektrisko uzņēmumu）が提案した路面電車の建設を決定し、1897年に建設や運営に関する契約を結んだ。その後、政府からの認可を受けて建設が始まり、1899年9月14日から営業運転を開始した。開業当日は一番列車を始めとする一部の列車が無料で運行し、その間にリエパーヤ市民3,000人が最新鋭の交通機関である路面電車を利用した。
路面電車は成功を収め、初年度の利用者数は50万人に達した。当時は等級制が採用され、1等座席と2等座席が存在したが、第一次世界大戦を期にこの制度は廃止されている。その後、1928年に運営会社のコンチネンタル電気会社はフランスの企業に買収されたが、それを機にリエパーヤ市は同企業から160万ラッツで路面電車網や電気設備を購入した。だが市電の維持費を捻出するために実施した料金の値上げが乗客の減少という結果を招き、1939年に路線の一部が路線バスに置き換えられ廃止された。乗客の数が回復したのは、第二次世界大戦による破壊の後、ソビエト連邦による都市の再建が始まった1950年代以降となった。以降は幾度かに渡って路線延伸や線形改良が実施され、1972年には全線の複線化が完了したが、一方で同年には車両不足が起因となりカロスタ方面の支線が廃止されており、以降は2020年現在までリエパーヤ市電は1路線のみで運行されている。
1991年のラトビアの独立回復を経て、2000年以降リエパーヤ市電では市の補助金を基にした線路の改修やドイツから譲渡された電車による車両の代替が実施され、同年8月には電子発券機の導入も行った。更に2011年には欧州開発基金を用いたレールの交換、軌道の緑化、車両の改修、通信設備の改良などの施設更新に加え、南部のエゼルクラスト（Ezerkrast）への路線延伸計画が市議会で承認され、2013年5月29日から営業運転が開始された。今後も欧州開発基金を用いる施設更新が行われる事になっており、2021年からは超低床電車の導入も行われている。

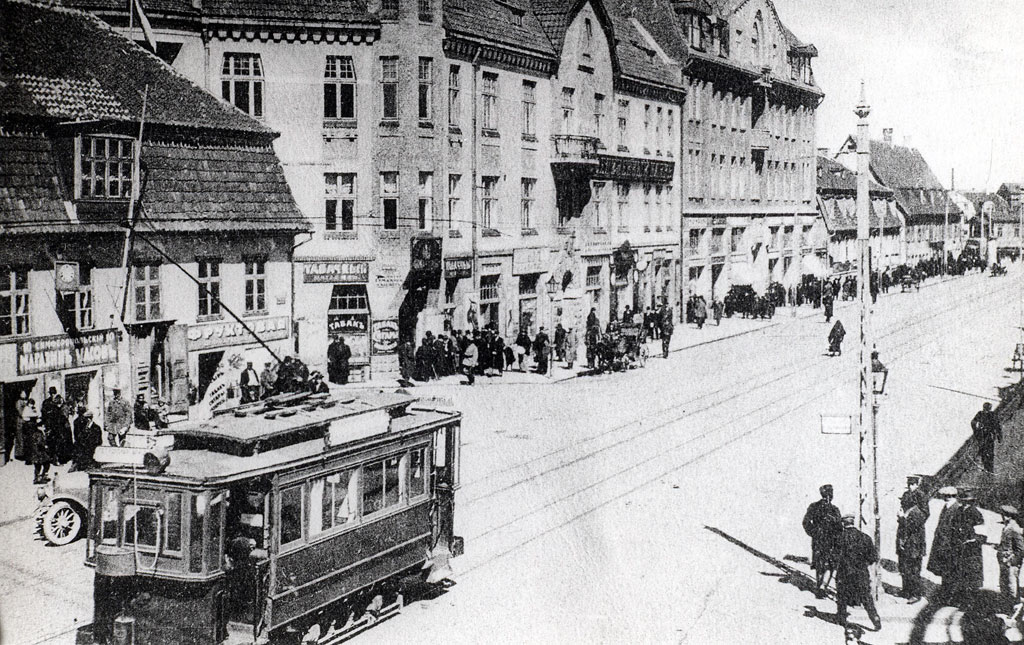
1900年頃のリエパーヤ市電
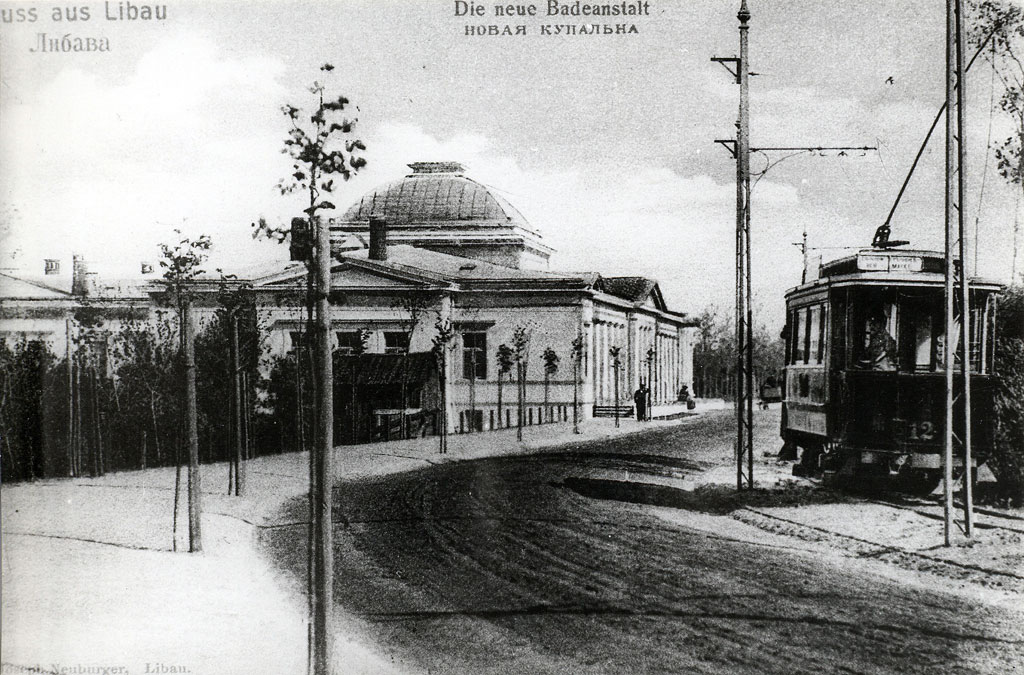
1900年 - 1905年頃のリエパーヤ市電
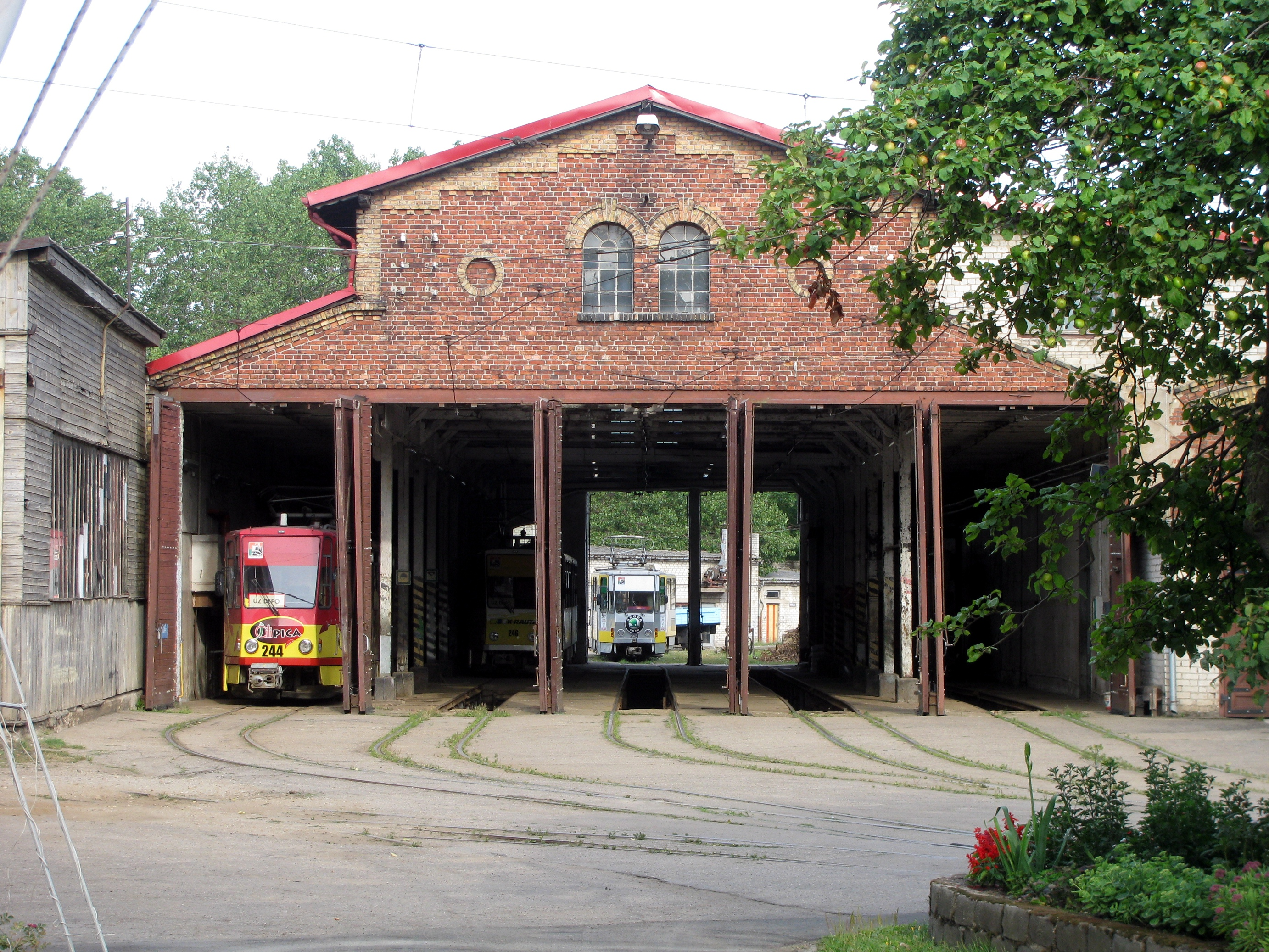
開通時から使用されている車庫（2013年撮影）

## 運用
2020年現在、リエパーヤ市電は自由通り電停（Brīvības iela）からラトビア国鉄のリエパーヤ駅前（Stacija）や市内中心部、南西部に広がる団地を経由し、2013年に延伸されたリエパーヤ湖沿いのケンペス通り電停（Mirdzas Ķempes）まで結ぶ全長7.9 km、電停数18の路線網を有する。運行間隔は平日・祝日共に最短7分で、多くの列車は全区間を平均30分で走行するが、19時代以降を出発する列車の一部は車庫に近接する5番高校電停（5.vidusskola）までの運行となる。後述する超低床電車導入に向けて線路や施設の更新が進められている事で列車速度は向上しており、平均速度17.25 km/hはラトビアの路面電車の中で最速である。
運賃は路線バスやミニバスと共通であり、事前に券売機などで乗車券を購入し、車内で刻印を行う信用乗車方式が導入されている。1度の乗車につき0.70ユーロ、10回まで乗り換えが可能な乗車券は6.60ユーロで販売されている他、1日乗車券も2.50ユーロで購入可能である。

## 車両

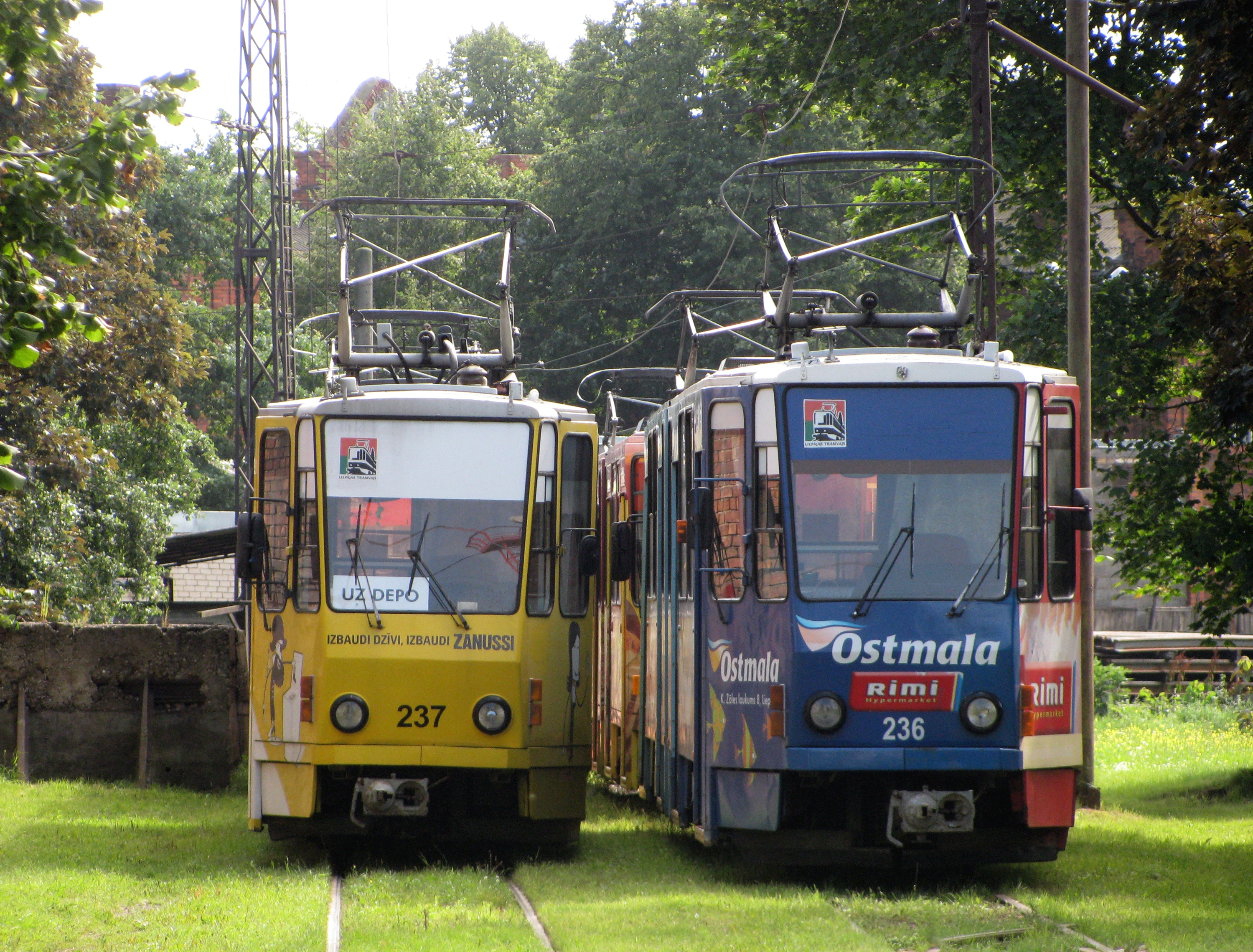
タトラKT4（2011年撮影）

第二次世界大戦後のリエパーヤ市電には東ドイツのゴータ車両製造製の2軸車（ゴータカー）やチェコスロバキア（現：チェコ）のタトラ国営会社スミーホフ工場（→ČKDタトラ）製のタトラT4が在籍し、それより前の1949年から1956年にかけては市電の車庫で車体更新を実施した2軸車も導入されたが、これらは2022年時点で廃車されており、リエパーヤ市電ではČKDタトラが製造した2車体連接車のタトラKT4が主力車両として使用されている。ソビエト連邦時代の1983年から1988年にリエパーヤに向けて導入されたソビエト連邦向けのKT4SUと、2000年から2005年にかけて旧東ドイツの各都市（コトブス、ゲーラ、エアフルト）から譲渡されたKT4Dがあり、合計16両が在籍している。そのうち営業運転に使用されるのは10両で、残りの車両は車体の洗浄や機器の修理などの保守作業が行われるか、予備車として車庫に待機している。

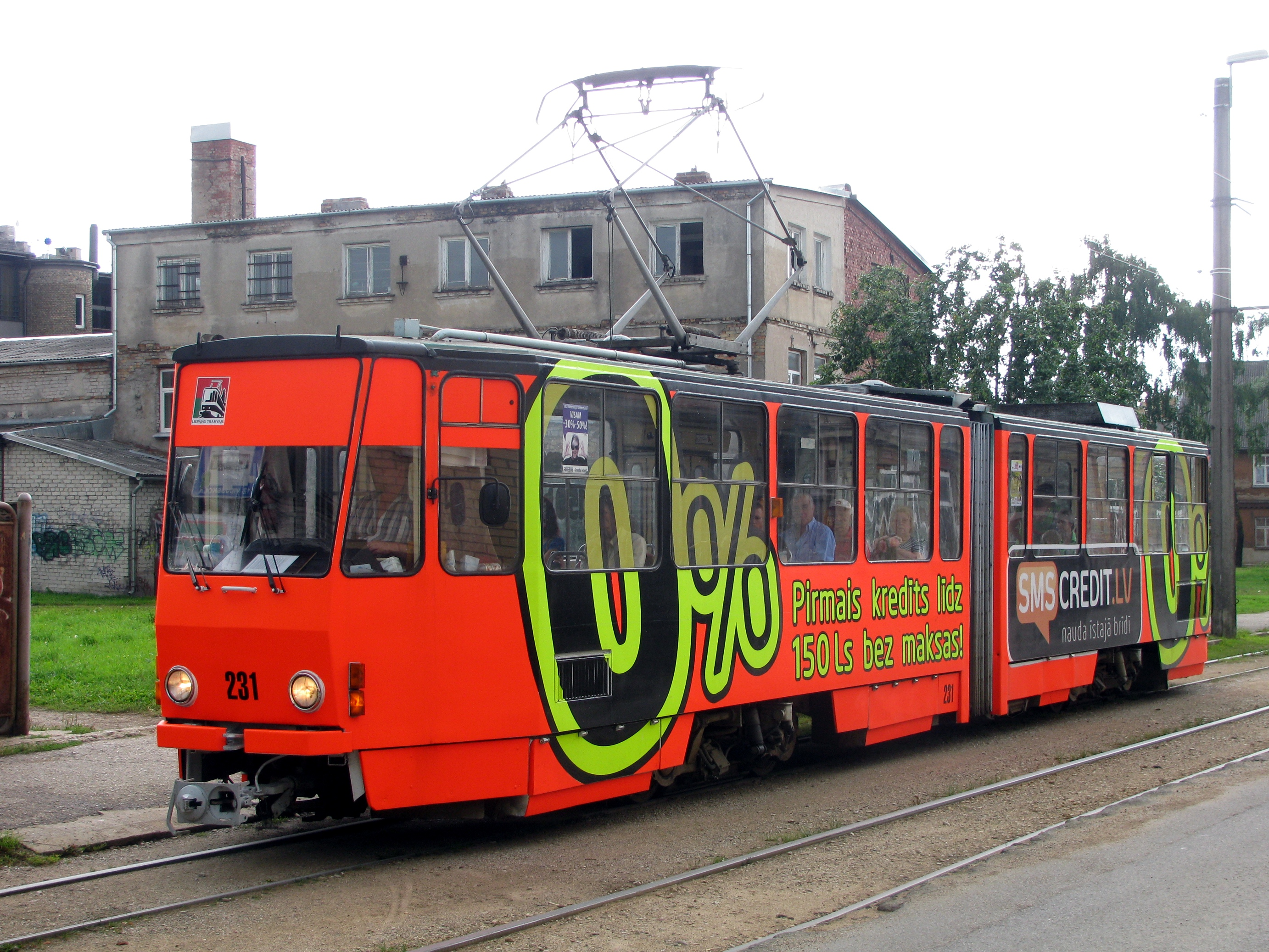
KT4（231、2011年撮影）
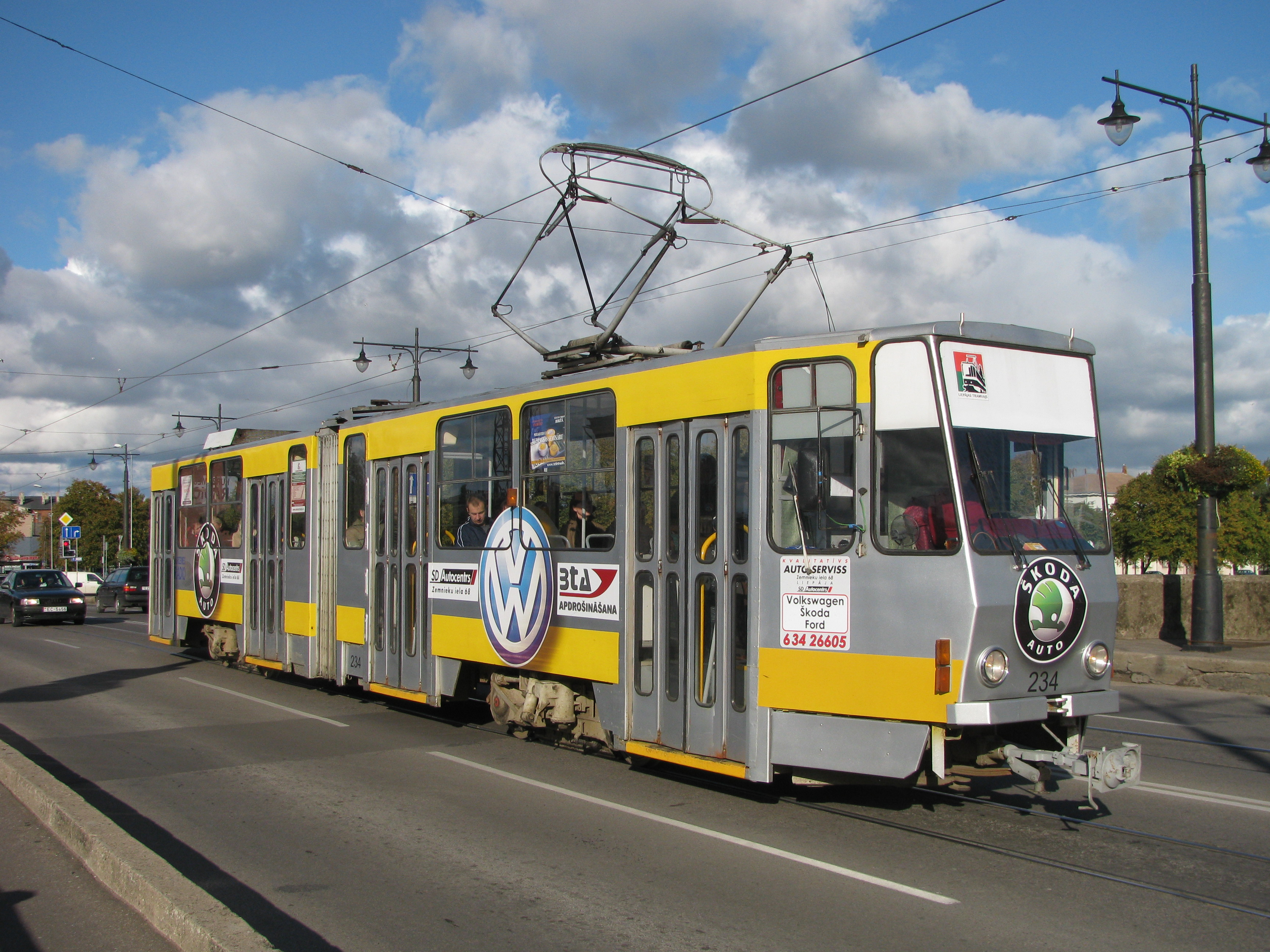
KT4（234、2009年撮影）
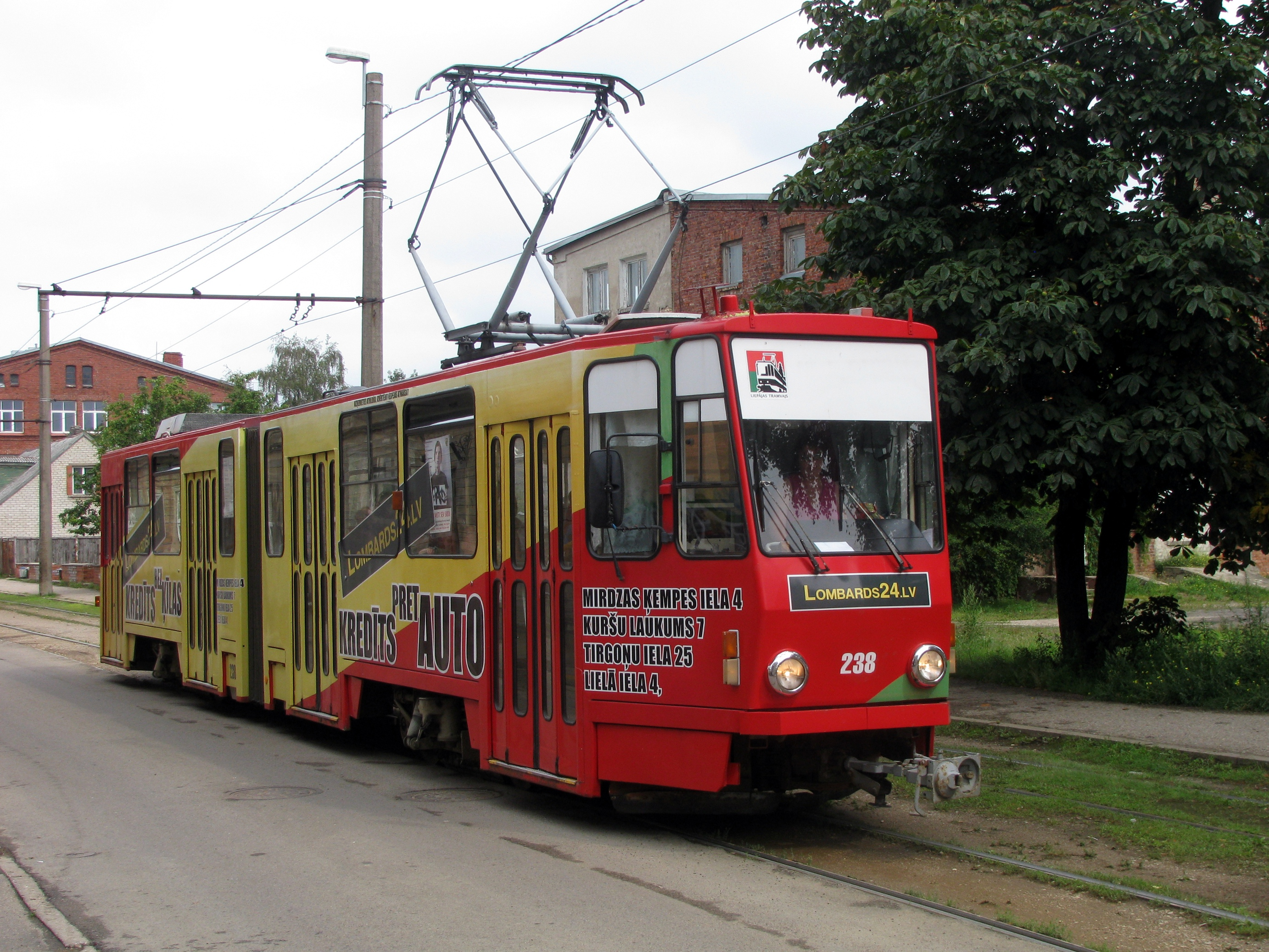
KT4（238、2012年撮影）
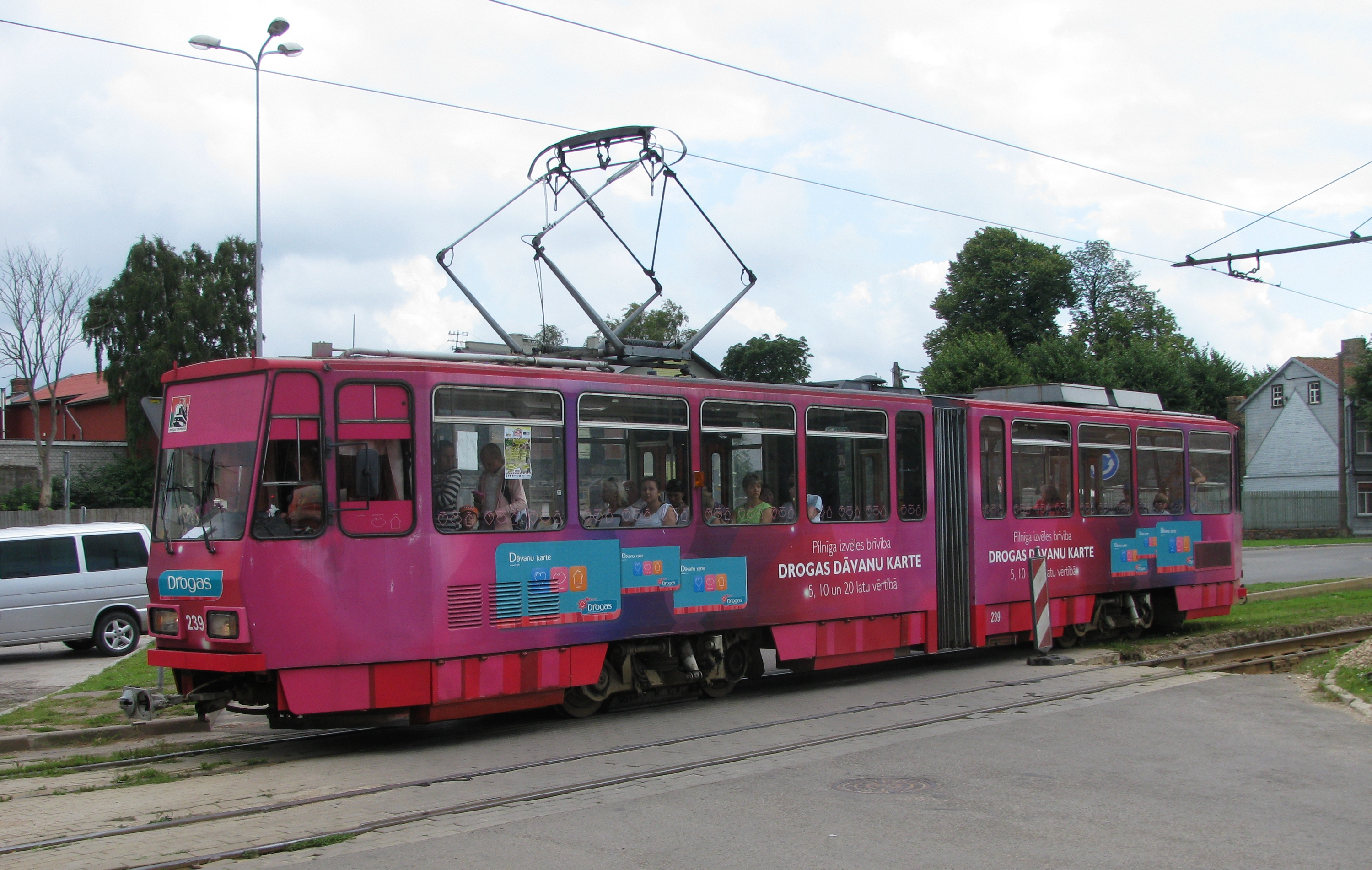
KT4（239、2011年撮影）
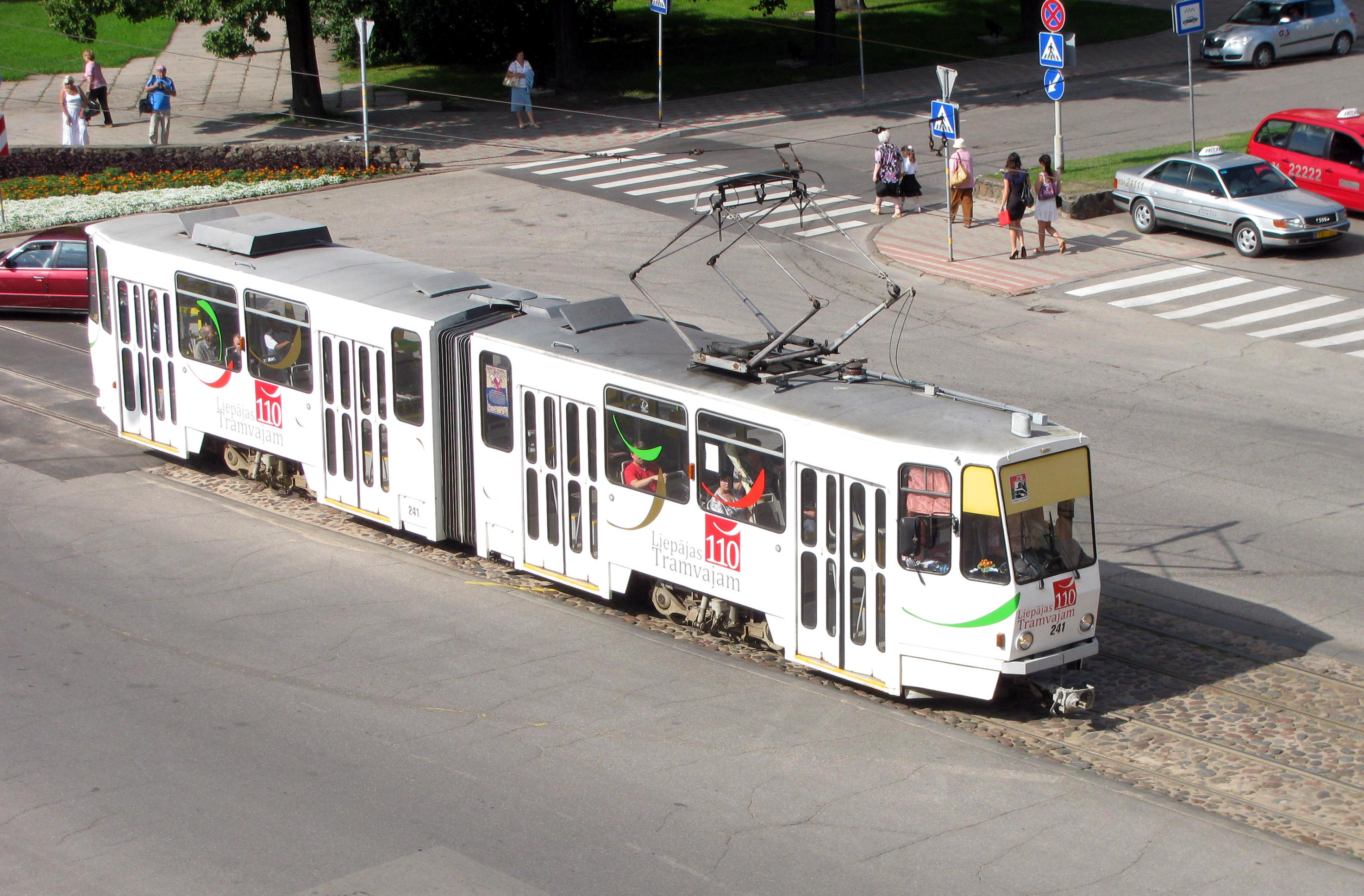
KT4（241、2010年撮影）
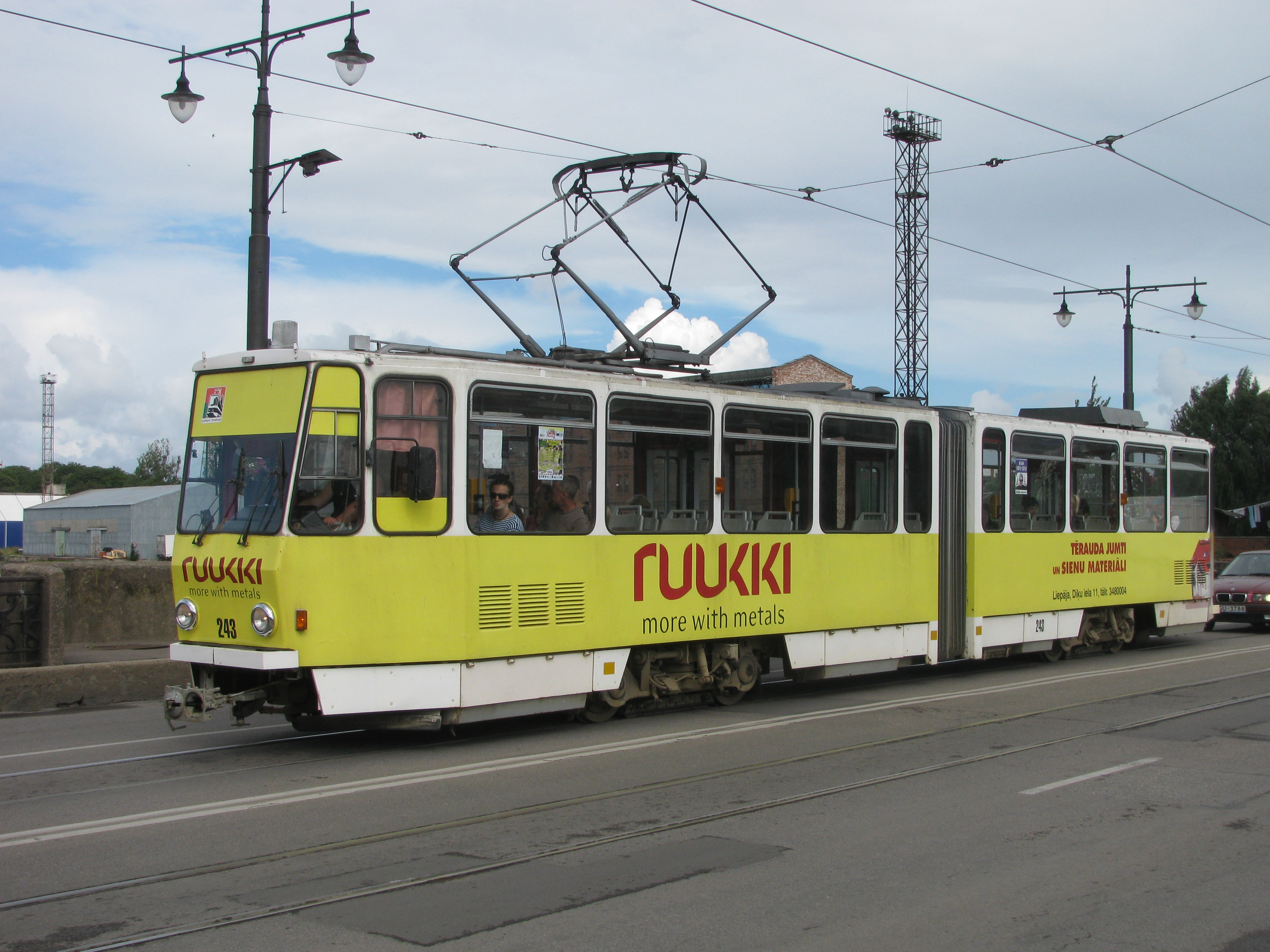
KT4（243、2011年撮影）

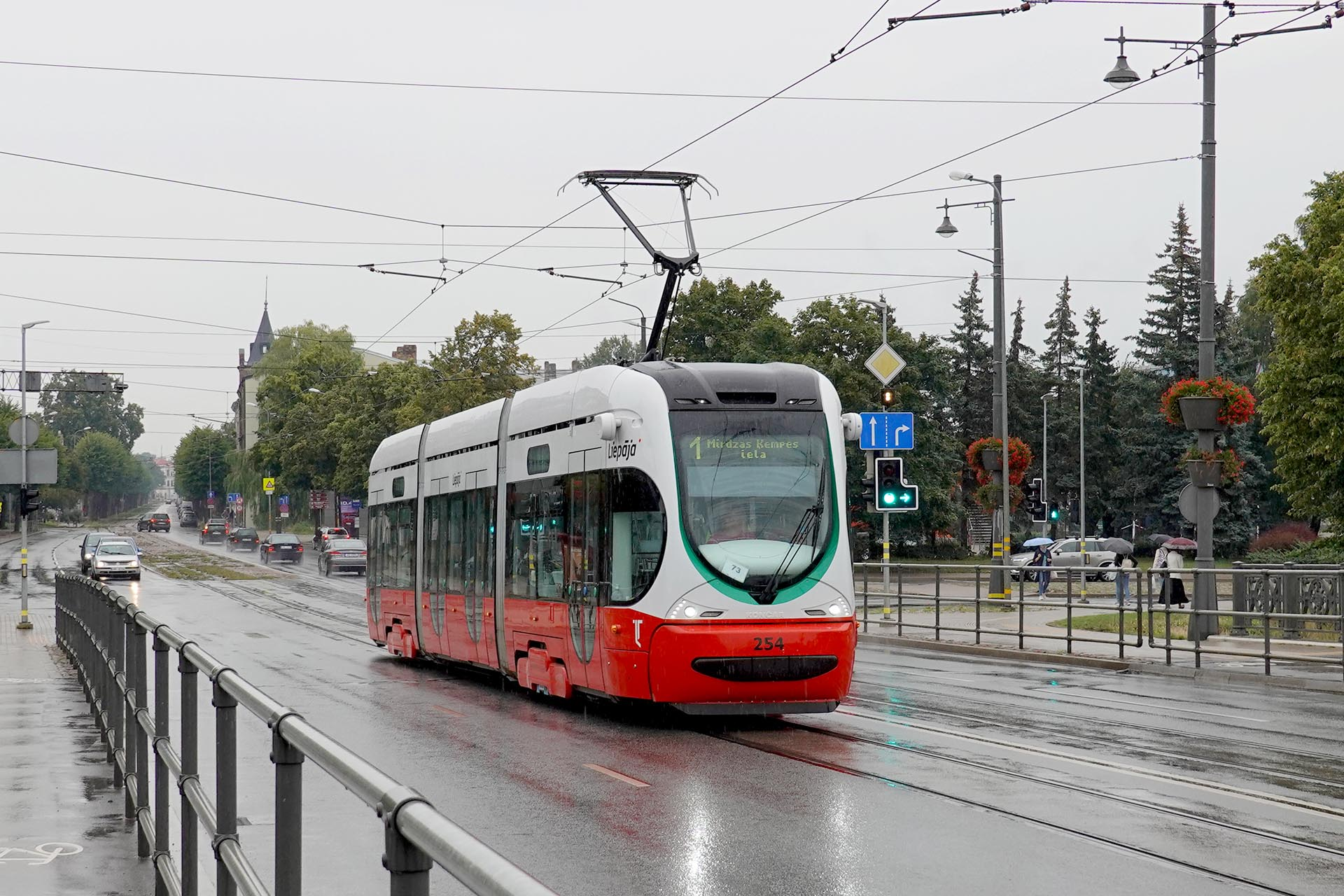
TMK2300（254、2021年撮影）

一方、製造から数十年が経過したKT4の置き換え用および近代化施策の一環として、リエパーヤ路面電車会社は2018年にクロアチアのコンサール・グループとの間に超低床電車（3車体連接車）のTMK 2300（クロトラム）の製造契約を交わした。この契約には8両のオプション発注分も含まれており、2020年にはこのオプション分を使い6両の追加発注も行われた。営業運転はリエパーヤ市の創立記念日にあたる2021年3月18日から始まっており、以降2022年秋季までに全12両の納入が行われている。これに伴い、電停の改良工事や1899年の開業時から使用されている車庫の拡張工事も実施される。

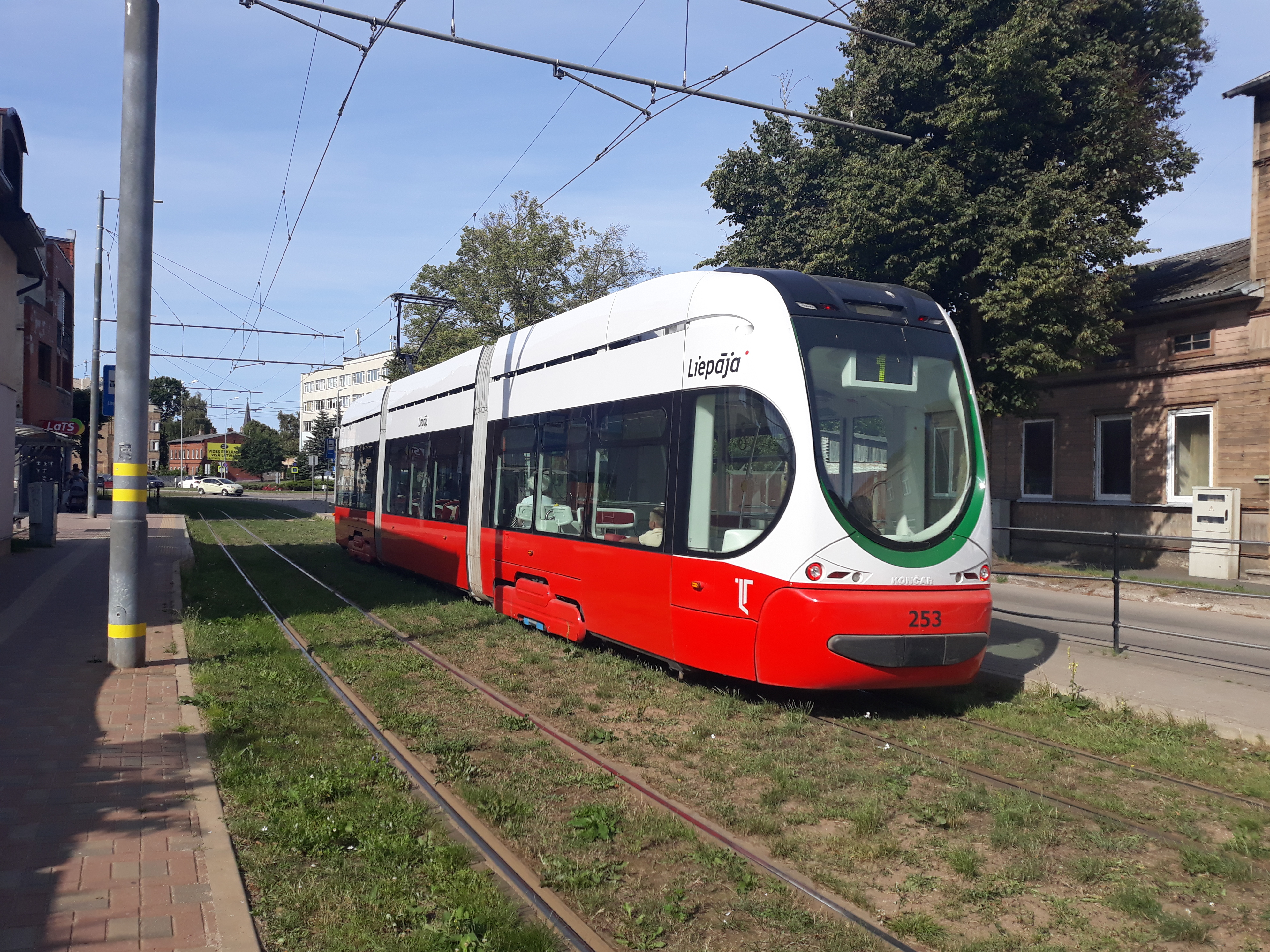
TMK2300（253、後方、2023年撮影）
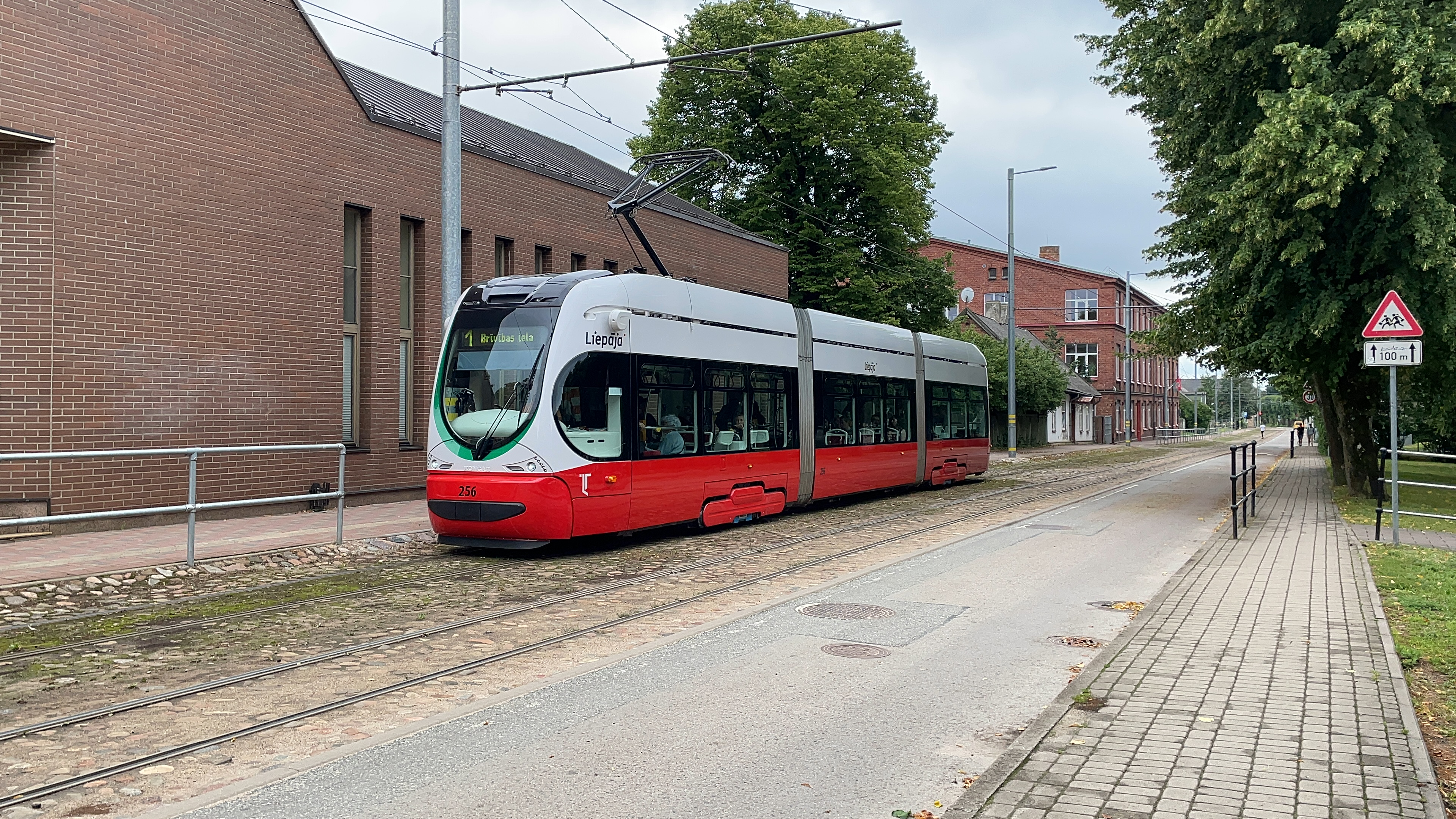
TMK2300（256、2023年撮影）
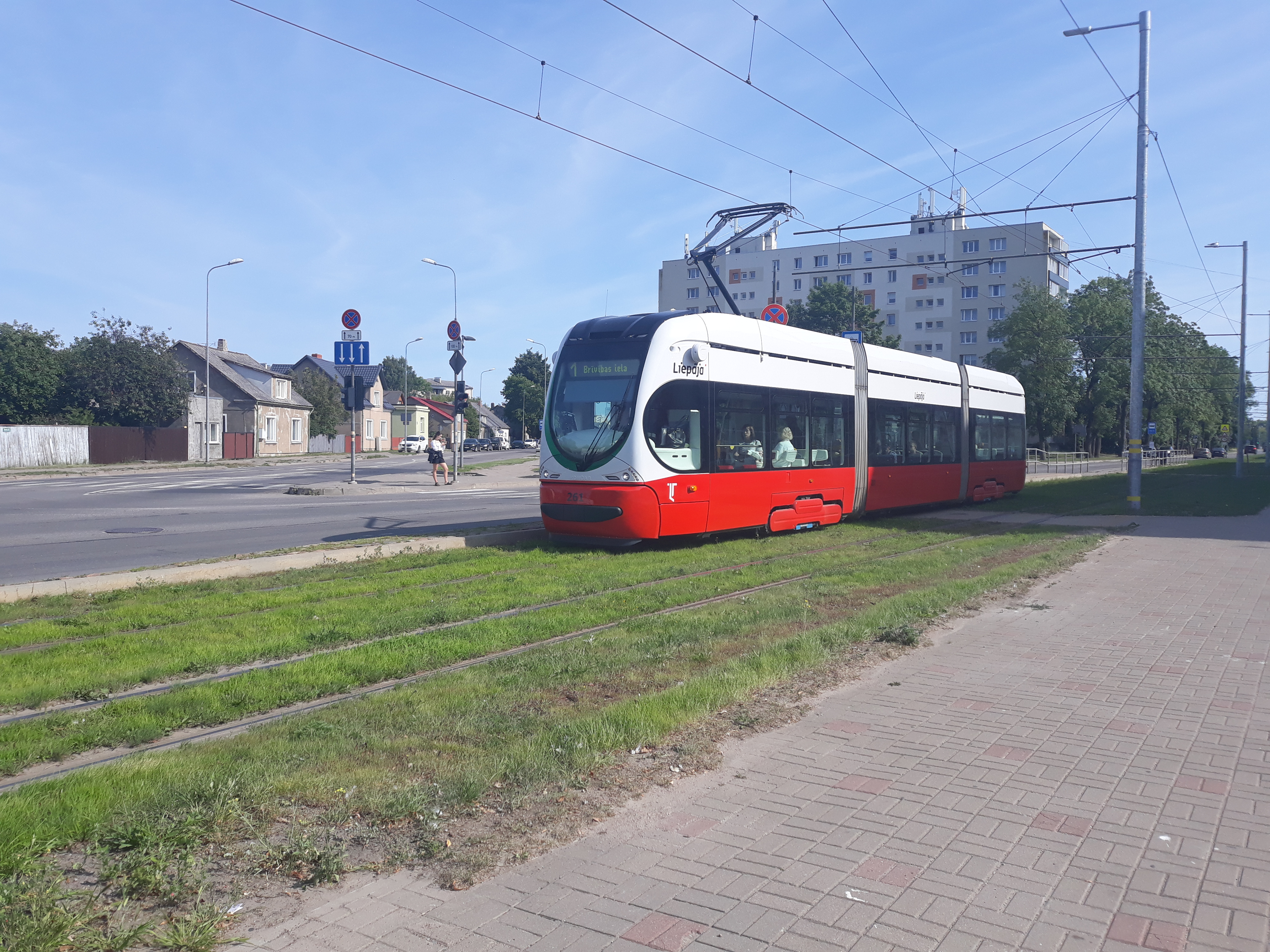
TMK2300（261、2023年撮影）